# Hassan Abshir Farah

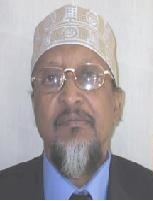
Hassan Abshir Farah, 2001

Hassan Abshir Farah (Somali: Xasan Abshir Faarax) (* 20. Juni 1945; † 12. Juli 2020 in Ankara) war ein Politiker in Somalia.
Vom 12. November 2001 bis zum 8. Dezember 2003 war er Premierminister der Übergangsregierung Somalias unter Präsident Abdikassim Salat Hassan. Als im August 2003 das Mandat des Präsidenten auslief, dieser aber die Verhandlungen über seine Nachfolge in die Länge zog, kritisierte Hassan Abshir Farah dies. Abdikassim Salat Hassan ersetzte ihn daraufhin durch Mohammed Abdi Yusuf.
| Personendaten    | Personendaten                                   |
| ---------------- | ----------------------------------------------- |
| NAME             | Farah, Hassan Abshir                            |
| ALTERNATIVNAMEN  | Faarax, Xasan Abshir (Somali)                   |
| KURZBESCHREIBUNG | somalischer Politiker, Premierminister Somalias |
| GEBURTSDATUM     | 20. Juni 1945                                   |
| STERBEDATUM      | 12. Juli 2020                                   |
| STERBEORT        | Ankara                                          |